# Lisburn
Lisburn (irsky Lios na gCearrbhach, což znamená pevnost hazardérů) je město v Spojeném království Velké Británie a Severního Irska, ležící 10 km jihozápadně od Belfastu. Poangličtěná verze irského jména, Lisnagarvey, je používána v názvech škol a sportovních klubů této oblasti. Město leží v hrabstvích Antrim a Down, hranici hrabství tvoří řeka Lagan. V roce 2008 zde žilo 71 465 obyvatel.

## Historie
Lisburn je znám jako kolébka irského lnářského průmyslu, který zde v roce 1698 založil Louis Crommelin a další hugenoti. Výstava o irském lnářském průmyslu je nyní umístěna v Irish Linen Centre, starém Obchodním domě, který se nachází na Market Square.
Během konfliktu mezi katolickými republikány a protestantskými unionisty byly v Lisburnu mezi roky 1976 a 1996 zabity více než tři desítky osob, a to jak příslušníků ozbrojených složek, tak i civilistů.

## Osobnosti města
- Richard Wallace (1818–1890), anglický sběratel umění a mecenáš
- David Crystal (* 1941), britský jazykovědec a spisovatel